# RP1
RP1‏ (RP1, axonemal microtubule associated) هوَ بروتين يُشَفر بواسطة جين RP1 في الإنسان.